# تا وقتی کشتی راه بیفتد
تا وقتی کشتی راه بیفتد (به انگلیسی: Until They Sail) یک فیلم سینمایی درام آمریکایی محصول سال ۱۹۵۷ میلادی به کارگردانی رابرت وایز و با بازی جین سیمونز، جون فونتین، پل نیومن، پایپر لوری و ساندرا دی می‌باشد.   فیلمنامه از رابرت اندرسون، براساس داستانی از جیمز ای میچنر است. فیلم بر روابط چهار خواهر نیوزلندی و روابط آنها با تفنگداران دریایی ایالات متحده در جنگ جهانی دوم متمرکز شده است.

## داستان
در طول جنگ جهانی دوم زنی از نیوزلند با سربازی آمریکایی که در کشورش در حال جنگ میباشد، ملاقات می کند…  